# Ancien aéroport international de Nouakchott
L'ancien aéroport international de Nouakchott (code IATA : NKC • code OACI : GQNN) était un aéroport basé à Nouakchott, capitale de la Mauritanie.
Situé entre les Moughataa de Dar Naim, Ksar, Arafat, il cesse ses opérations le 23 juin 2016 pour être remplacé par le nouvel aéroport, baptisé Aéroport international de Nouakchott-Oumtounsy.